# AEGON Pro Series Shrewsbury 2014
L'AEGON Pro Series Shrewsbury 2014 (Great Britain F6 Futures 2014) è stato un torneo di tennis facente parte della categoria ITF Men's Circuit nell'ambito dell'ITF Men's Circuit 2014. Il torneo si è giocato a Shrewsbury in Gran Bretagna dal 24 febbraio al 2 marzo 2014 su campi in cemento indoor e aveva un montepremi di $10,000.

## Vincitori

### Singolare
Isak Arvidsson ha battuto in finale  Micke Kontinen con il punteggio di 6–3, 7–5

### Doppio
Luke Bambridge /  Toby Martin hanno battuto in finale  Isak Arvidsson /  Micke Kontinen con il punteggio di 6–3, 6–4